# Ennigerloh
Ennigerloh is een stad en gemeente in de Duitse deelstaat Noordrijn-Westfalen, gelegen in de Kreis Warendorf. De gemeente telt 19.554 inwoners (31 december 2020) op een oppervlakte van 125,22 km².

## Stadsdelen
Stadsdelen zijn:
- de stad Ennigerloh zelf
- Enniger, met de gehuchten:

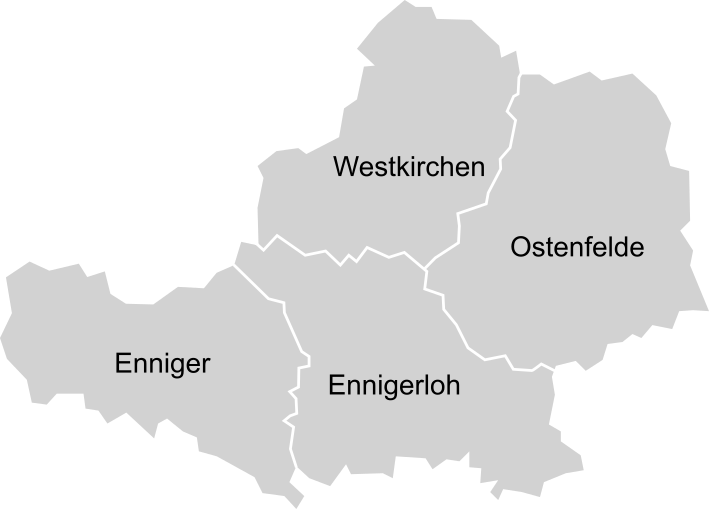
Ligging der stadsdelen

  - Sommersell, Wessenhorst, Balhorn, Rückamp en Pöling.
- Ostenfelde
- Westkirchen.
- Hoest

Het aantal inwoners van Enniger werd in 2015 op ruim 3.000 geschat. Ostenfelde en Westkirchen hadden rond 1975 circa 2.500 inwoners. Exactere en recentere bevolkingscijfers zijn niet beschikbaar.

Wapen van Enniger, toen dit nog een zelfstandige gemeente was

## Geografie, infrastructuur
Ennigerloh ligt in het zuidoosten van het Münsterland.

### Buurgemeentes
Zie ook het kaartje in het kader. Alle buurgemeentes liggen, evenals Ennigerloh zelf, in de Kreis Warendorf.
- Warendorf
- Beelen
- Oelde
- Beckum
- Ahlen
- Sendenhorst.

### Infrastructuur
De belangrijkste verkeersader in de gemeente is de Bundesstraße 475. Deze loopt van Warendorf om Ennigerloh heen zuidwaarts naar Neubeckum en Beckum. Tussen Neubeckum en Beckum kruist de B 475 op ongeveer 7 km van Ennigerloh de Autobahn A2 (afrit 20).
De als zijlijn te kenmerken spoorlijn Neubeckum - Münster, die sinds 1975 alleen nog voor goederenvervoer in gebruik is, maar waar men in de toekomst weer reizigerstreinen overheen wil laten rijden, loopt langs Enniger, maar een station is daar niet. Zie ook hierna: Economie.
Met Warendorf noordwaarts, en in zuidelijke richting met station Beckum-Neubeckum, het dichtstbij gelegen spoorwegstation aan de lijn Hamm-Bielefeld v.v., bestaat vanuit Ennigerloh een streekbusverbinding (op werkdagen overdag: uurdienst).

## Economie

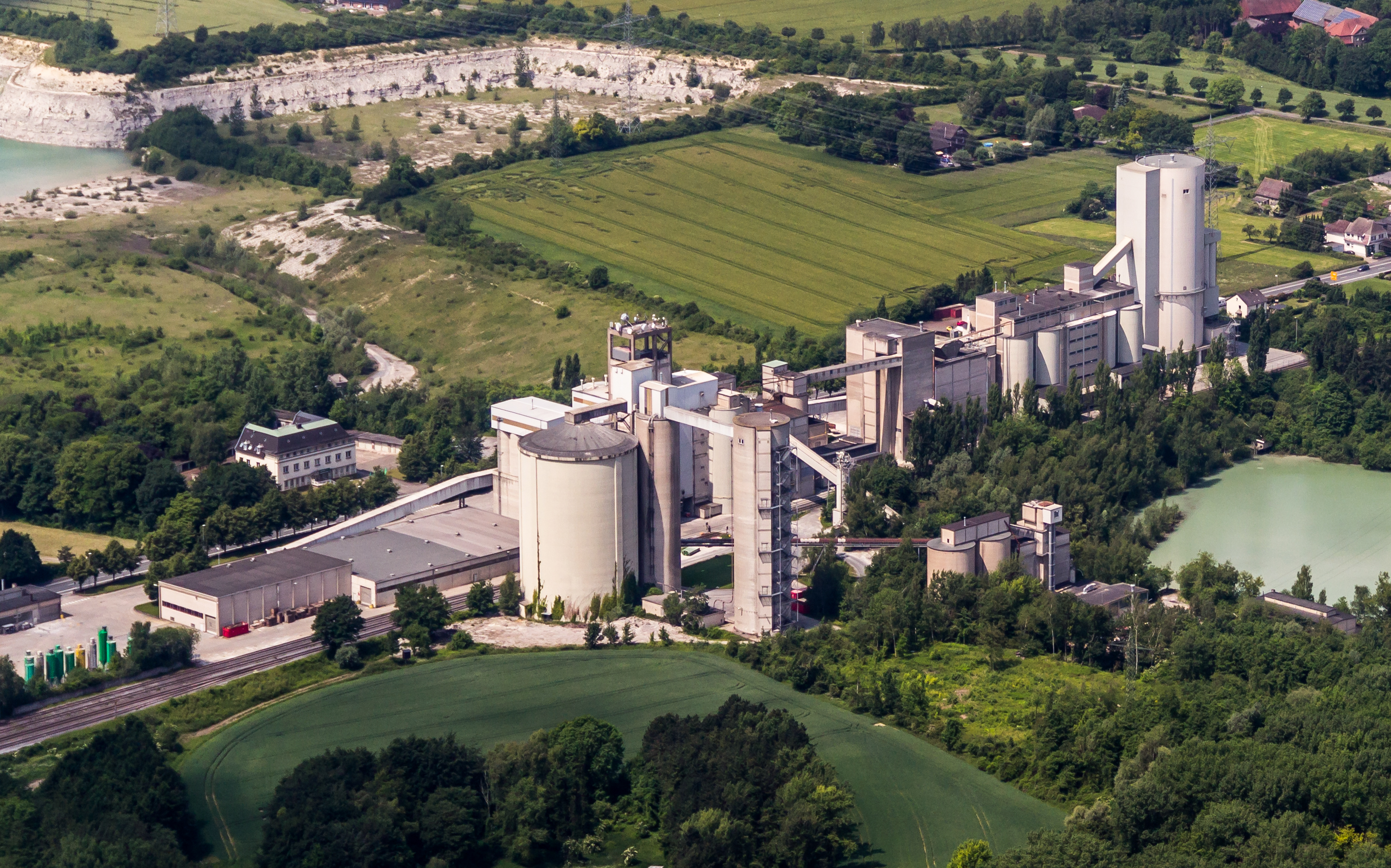
Cementfabriek Elsa en kalksteengroeve, tussen Ennigerloh en Neubeckum

Te Ennigerloh zijn twee bedrijven van meer dan plaatselijke of regionale betekenis gevestigd:
- een dienstverlenend bedrijf (Rottendorf) voor de farmaceutische industrie, dat klanten over de hele wereld heeft, met circa 800 werknemers
- een aan sportscholen, sportverenigingen e.d. leverend verzendhuis voor kleding, uitrusting en andere artikelen voor het uitoefenen van judo, kickboksen, karate en andere gevechtssporten; deze onderneming heeft tussen 100 en 150 werknemers, en exploiteert buiten Duitsland enkele filialen, waarvan één te Brussel, België.
- Ennigerloh en het aangrenzende Neubeckum, ten noorden van Beckum bestaan verder ten dele van de cementindustrie, die voor geheel Duitsland van belang is. Hiertoe behoort ook een van de vele vestigingen van het concern ThyssenKrupp, gevestigd te Neubeckum. De streek is rijk aan kalksteen uit de geologische Krijtperiode, die in dagbouw wordt gewonnen en grondstof voor het cement is. Een speciaal goederenspoorlijntje Ennigerloh- Neubeckum dient voor het transport per goederentrein van dit materiaal.

## Geschiedenis
Ennigerloh was van zijn stichting in de middeleeuwen tot aan de Tweede Wereldoorlog een niet onbelangrijk boerendorp. In de kern ervan bestond vanaf rond 1690 een zogenaamde Drubbel (nog als straatnaam aanwezig). Een Drubbel was in delen van Westfalen een nederzettingsvorm, bestaande uit een groep boerderijen, met daarachter smalle, langgerekte percelen boerenland. Na de oorlog groeide de bevolking explosief door de onderbrenging hier van duizenden Heimatvertriebene. Daarna volgde een grootschalige uitbreiding van het dorp, dat uiteindelijk van de deelstaat Noordrijn-Westfalen in november 1976 het recht kreeg, zich voortaan stad te noemen.
Economisch van belang waren van oudsher, naast de landbouw, de steengroeven, en in de naoorlogse periode gedurende veertig jaar ook de aanwezigheid van een groot steunpunt luchtafweergeschut van de Bundeswehr. In de 20e eeuw kreeg Ennigerloh een gemeentewapen, met daarin drie sint-jakobsschelpen. Enerzijds, omdat Jacobus de Meerdere de beschermheilige van de plaatselijke parochiekerk is, anderzijds, omdat in de bodem veel fossiele schelpen voorkomen.

## Bezienswaardigheden, evenementen
- De gemeente ligt in het Münsterland, en is aan enige langeafstands-fietsroutes gelegen, waaronder de 100 Schlösser Route.
- Enkele oude kerkjes en kapellen, zie onderstaande afbeeldingen
- Toeristische markt te Enniger op de tweede woensdag van juli
- Folkloristische metworstmarkt te Ennigerloh op een dinsdag eind september. Bijzonder aan deze markt is, dat evenals de buutreedner in het Limburgse en Rijnlandse carnaval, tijdens dit evenement een persoon de plaatselijke politiek en andere bijzonderheden (in dialect) op de hak neemt. De spreker is in de traditie van Ennigerloh echter de duivel. Vandaar de Duivelsput in het centrum.

## Partnergemeenten
Jumelages bestaan met:
- Lessay , Frankrijk, sinds juni 1987
- Eggesin, Mecklenburg-Voor-Pommeren, voormalige DDR, sedert 1990
- Kamnik, Slovenië, sinds 1992

## Afbeeldingen

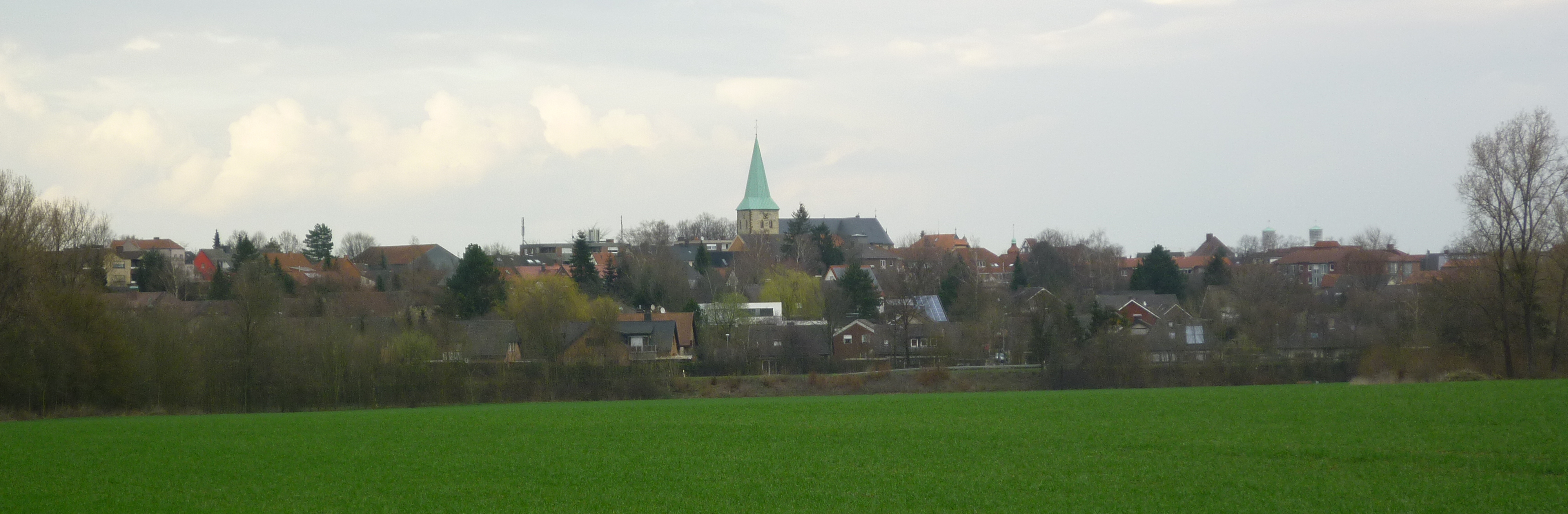
Gezicht op Ennigerloh
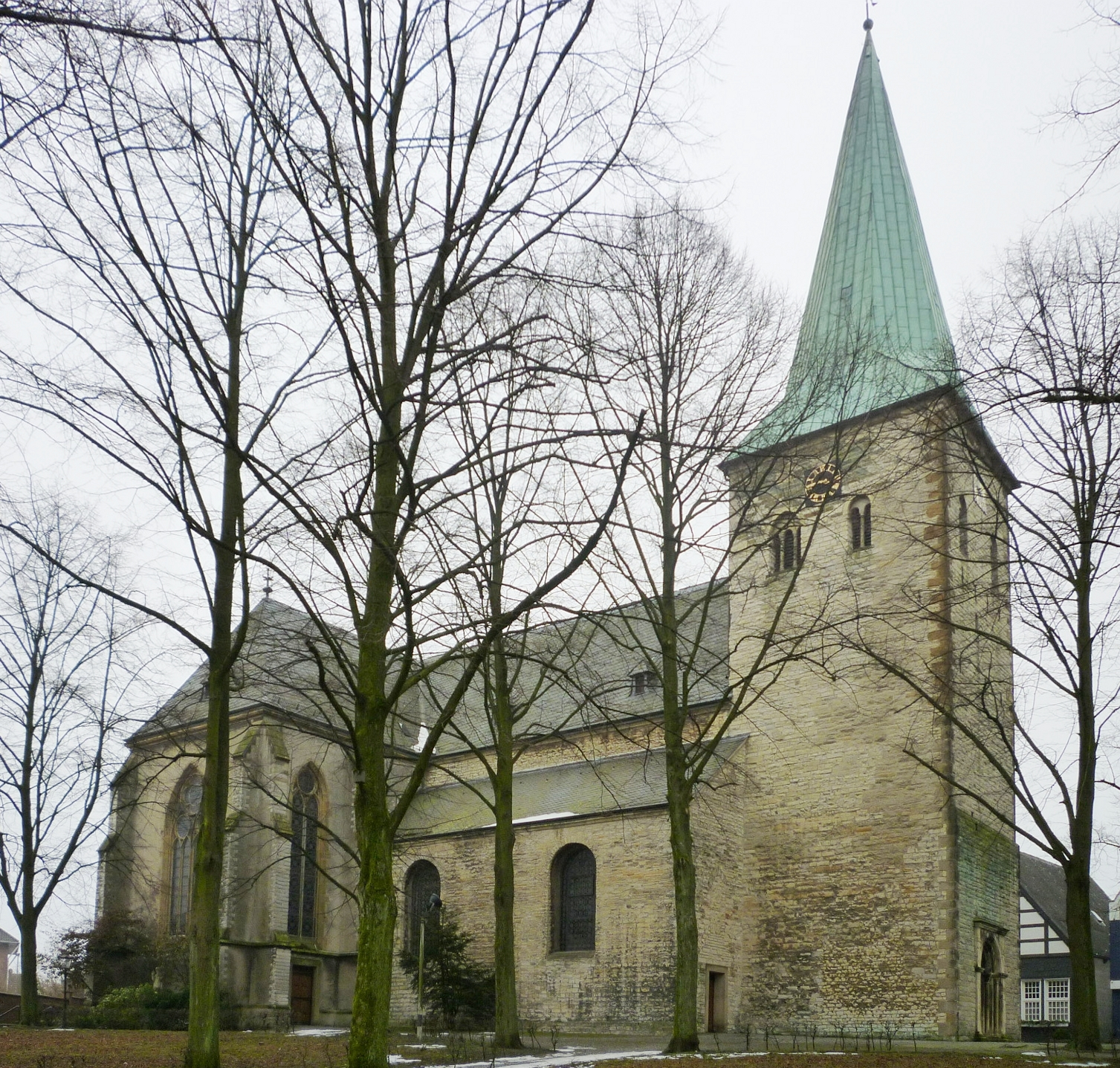
Ennigerloh, R.K. kerk St. Jacobus de Meerdere (13e eeuw; gerenoveerd in 1886 en 1970)
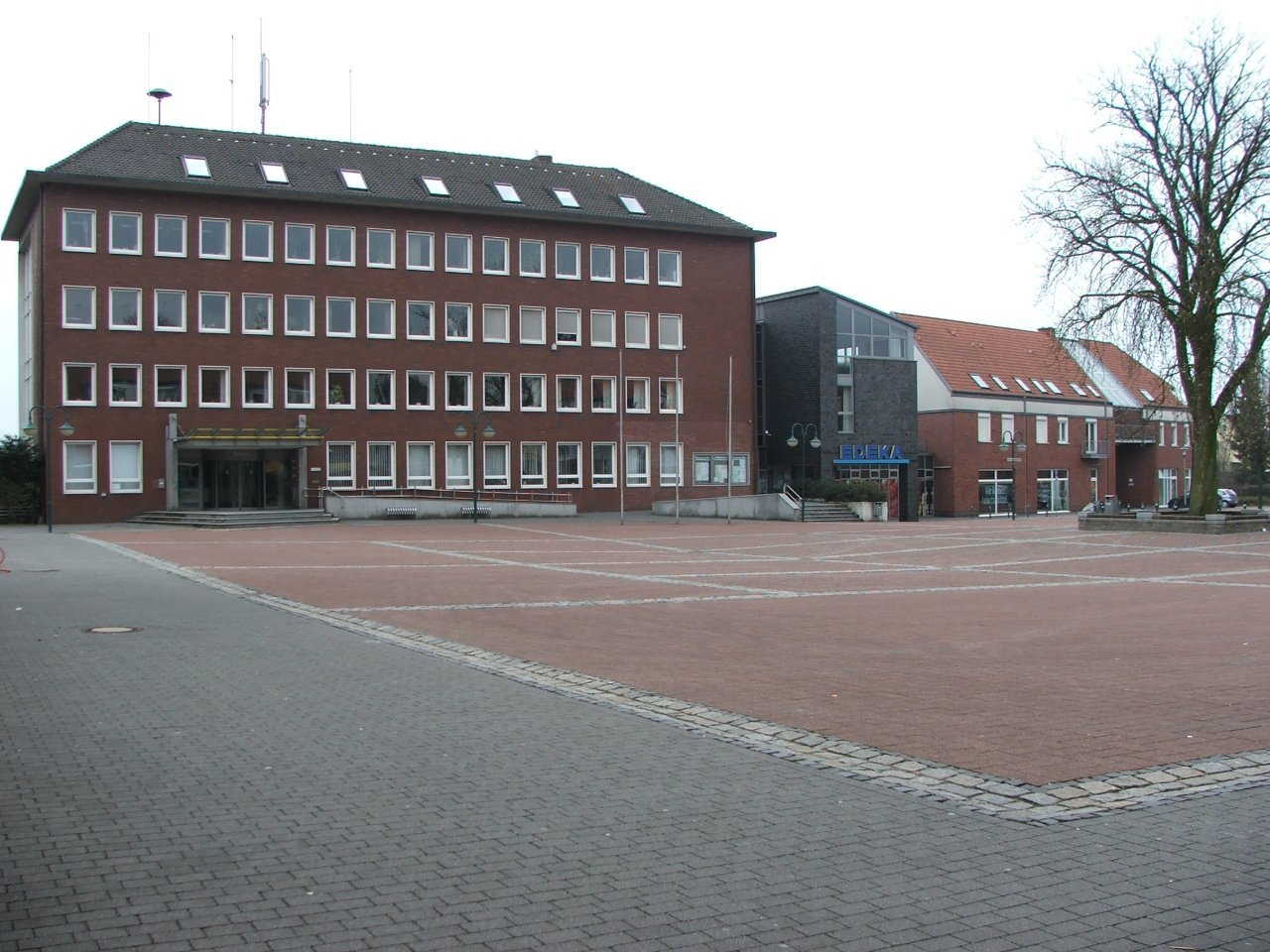
Gemeentehuis
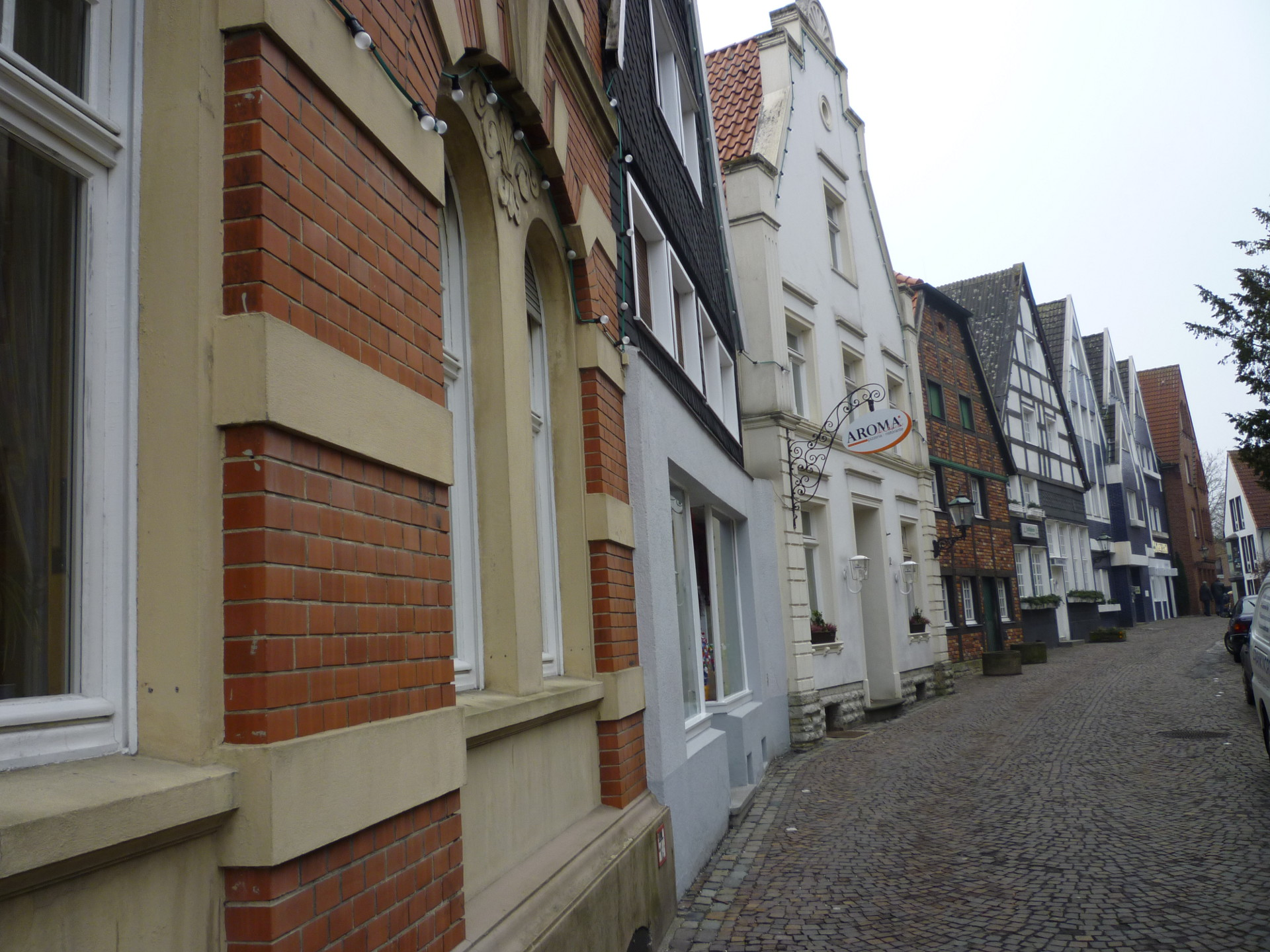
Straatje Drubbel in het centrum
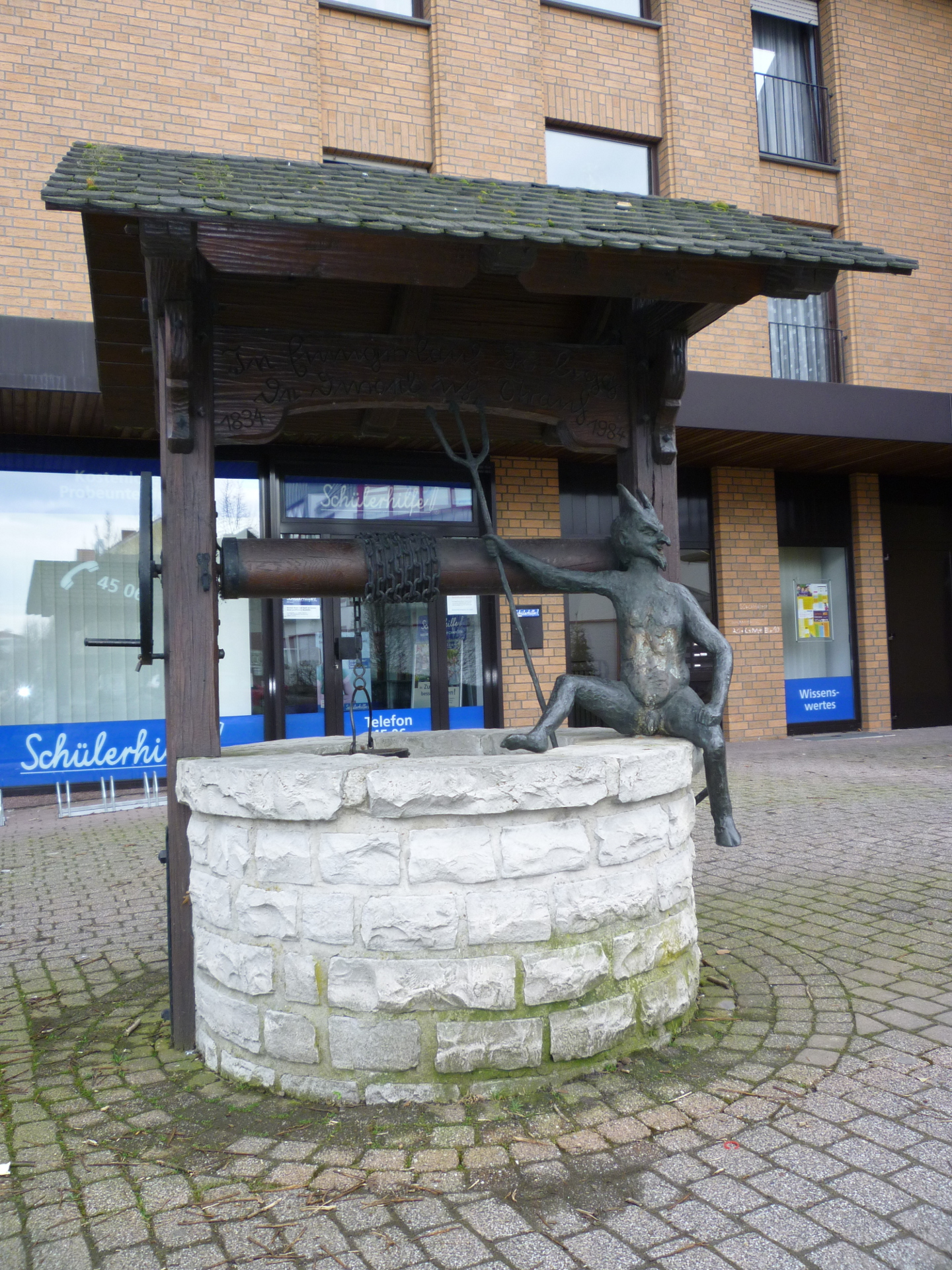
Duivelsput
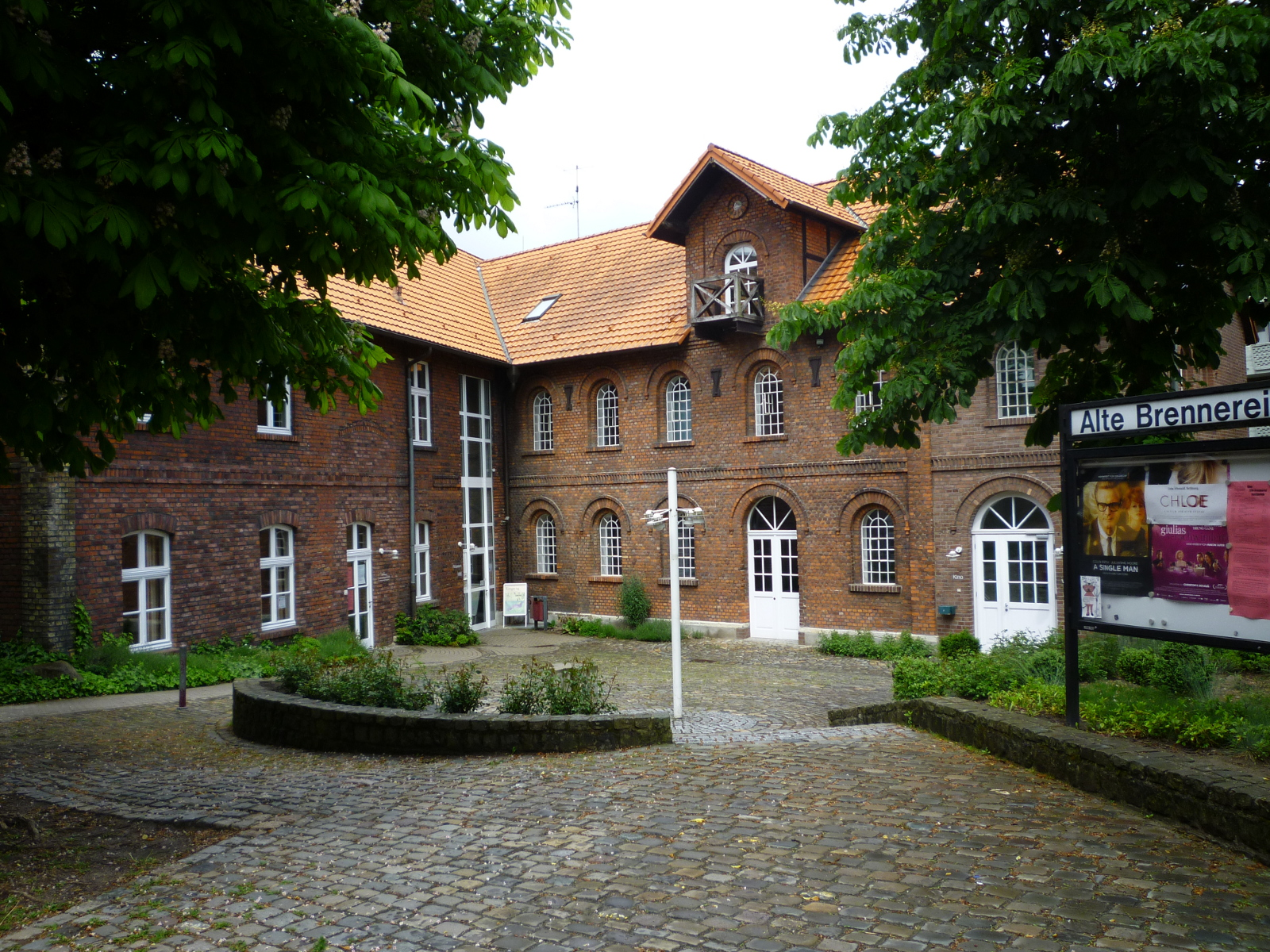
Voormalige brandewijnstokerij Schwake (het cultureel centrum van Ennigerloh)
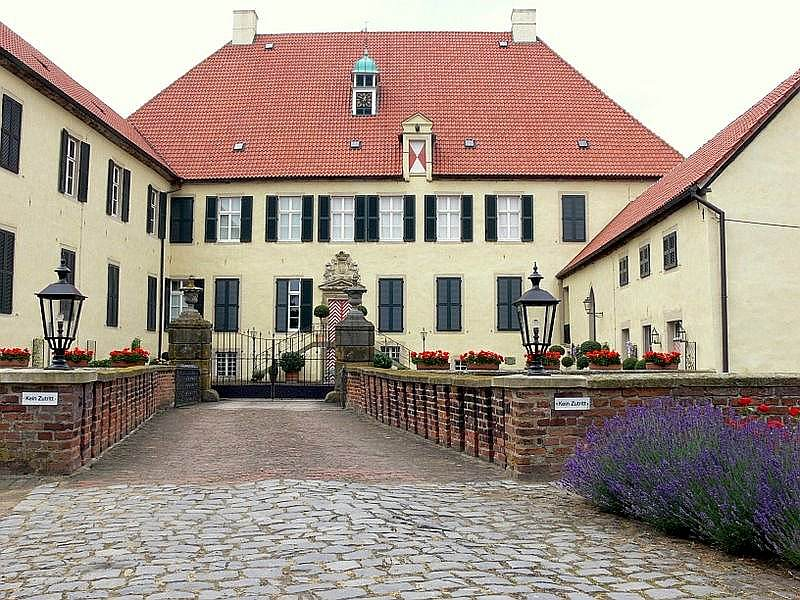
Haus Vornholz
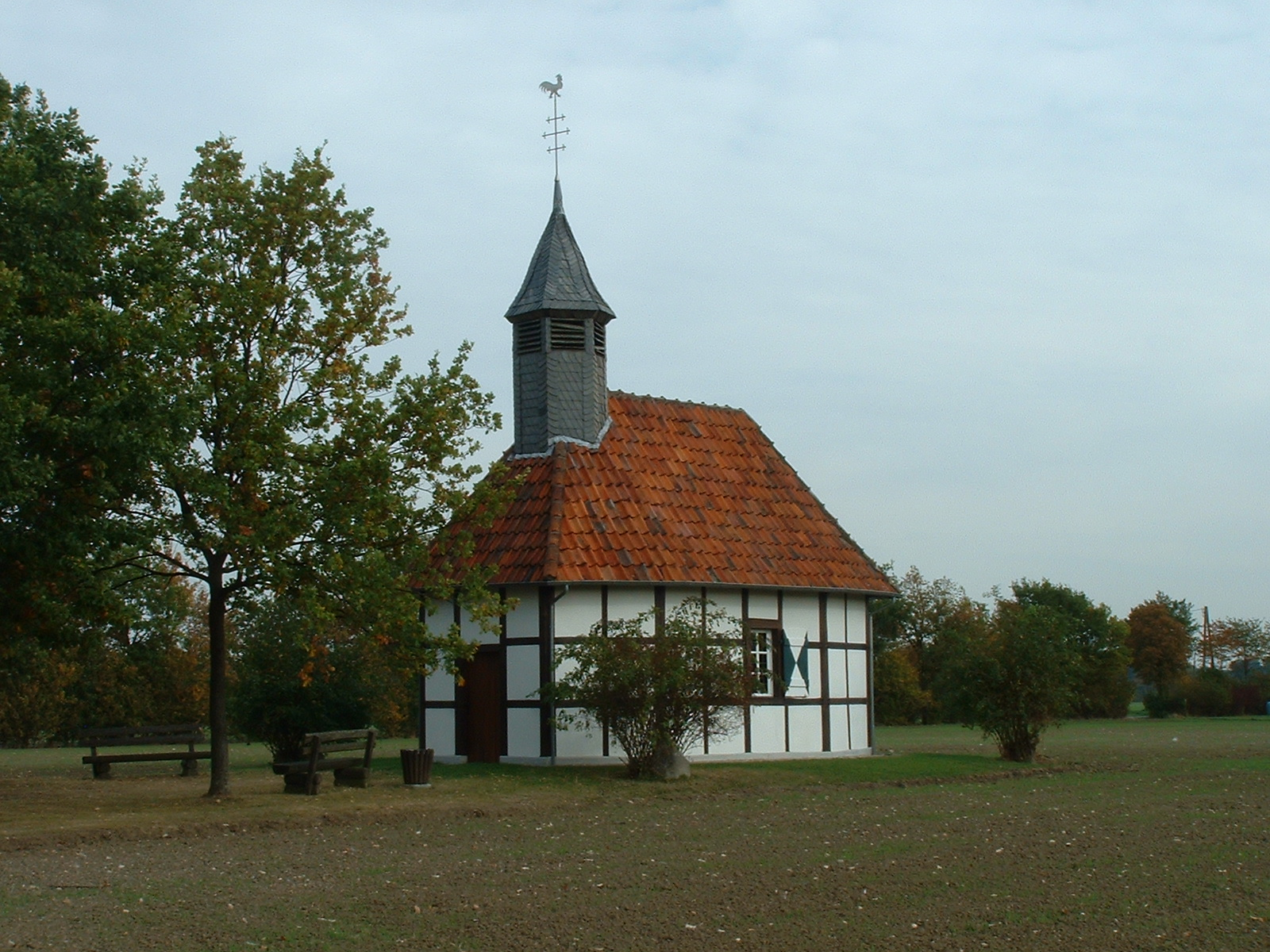
Rückämper Kapelle, Enniger (1687)
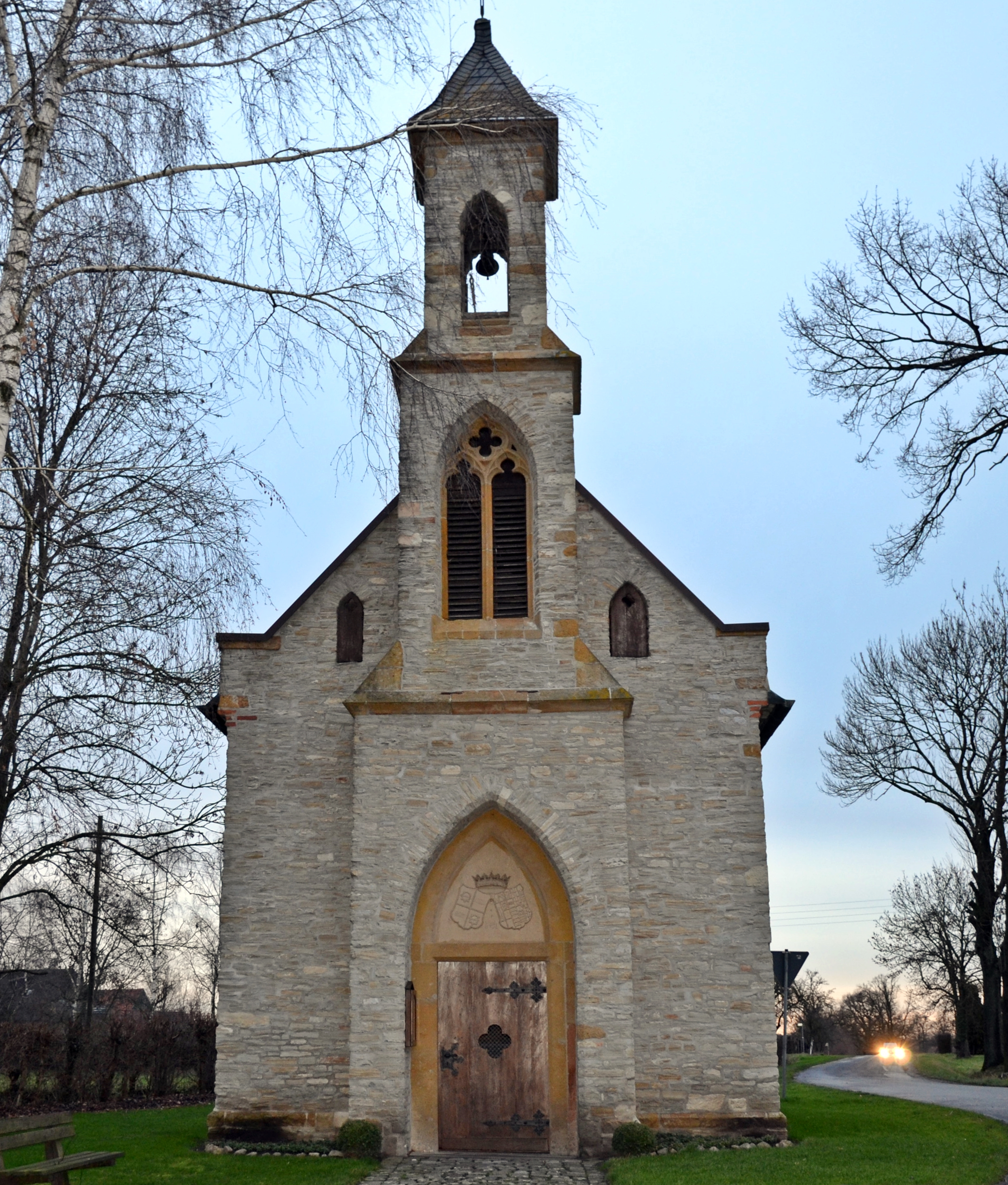
Ostenfelde, kapel Schürenbrink (1862)

## Belangrijke personen in relatie tot de gemeente
- Andreas Josef Rottendorf (* 10 oktober 1897 in Ennigerloh; † 20 november 1971 in Münster), industrieel en filantroop; maakte zich sterk voor poëzie en proza in, en het dagelijks gebruik van, het plaatselijke dialect; oprichter van het naar hem genoemde bedrijf
- Willy Hartner (* 22 januari 1905 in Ennigerloh; † 16 mei 1981 in Bad Homburg vor der Höhe), veelzijdig geleerde, o.a. natuur-, schei- en geschiedkundige
- Ostenfelde, gem. Ennigerloh,  staat bekend als de geboorteplaats van de wiskundige Karl Weierstrass.

Ahlen · Beckum · Beelen · Drensteinfurt · Ennigerloh · Everswinkel · Oelde · Ostbevern · Sassenberg · Sendenhorst · Telgte · Wadersloh · Warendorf